# Hautteville-Bocage
Hautteville-Bocage település Franciaországban, Manche megyében. Lakosainak száma 154 fő (2022. január 1.). Hautteville-Bocage Colomby, Biniville, Orglandes, Reigneville-Bocage, Sainte-Colombe és Urville községekkel határos.

## Népesség
A település népességének változása:
| Lakosok száma | 120  | 94   | 97   | 100  | 139  | 149  | 155  | 159  | 157  | 154  |
|               | 1968 | 1982 | 1990 | 2006 | 2013 | 2015 | 2017 | 2019 | 2020 | 2022 |